# Lunghezza di coerenza superconduttrice
In superconduttività, la lunghezza di coerenza superconduttrice, comunemente indicata con lettera greca {\displaystyle \xi }, è una lunghezza che caratterizza la scala della correlazione spaziale nei superconduttori. Nel cosiddetto limite di accoppiamento debole della teoria BCS è in realtà legata alla dimensione delle coppie di Cooper.
La lunghezza di coerenza è uno dei parametri della teoria di Ginzburg-Landau della superconduttività e vale:
{\displaystyle \xi ={\sqrt {\frac {\hbar ^{2}}{2m|\alpha |}}}}
dove {\displaystyle \alpha } è una delle costanti fenomenologiche della teoria di Ginzburg–Landau, {\displaystyle \hbar } è la costante di Planck ridotta ed 
{\displaystyle m} è la massa delle coppie di Cooper (in pratica due volte la massa dell'elettrone).
La teoria BCS precisa il suo valore a bassa temperatura: 
{\displaystyle \xi _{BCS}={\frac {\hbar v_{f}}{\pi \Delta }}}
dove {\displaystyle v_{f}} è la velocità di Fermi e {\displaystyle \Delta } è la gap di energia superconduttrice.
Il rapporto tra {\displaystyle \lambda }, la lunghezza di penetrazione di London e la lunghezza di coerenza indicato con
{\displaystyle \kappa =\lambda /\xi }
è detto parametro di Ginzburg-Landau, se il suo valore è inferiore {\displaystyle 1/{\sqrt {2}}} si ha un superconduttore del I tipo, mentre se il valore è maggiore si ha un superconduttore del II tipo.
La lunghezza di coerenza vicino alla temperatura critica varia con una legge del tipo 
{\displaystyle \xi (T)\propto \left(1-{\frac {T}{T_{c}}}\right)^{-1}}